# Tribú amb potestat consular
Els tribuni militum consulari potestate («tribuns militars amb potestat consular»), comunament coneguts també com a tribuns consulars, van ser tribuns elegits amb poder consular durant l'anomenat «conflicte dels Ordres» a la República Romana, començant l'any 444 aC, i després de forma contínua des del 408 aC fins al 394 aC i el 391 aC de nou al 367 aC.

## Origen i dissolució del càrrec
D'acord amb les històries de Titus Livi i Dionís d'Halicarnàs, la magistratura dels tribuni militum consulari potestate va ser creada durant el conflicte dels Ordres, juntament amb la magistratura del  censor, per tal de donar als plebeus accés als més grans nivells de govern sense haver de reformar el càrrec de cònsol; els plebeus podien ser elegits per al càrrec de tribú consular.
L'elecció entre un collegium de tribuns consulars o cònsols que havien de ser elegits per un any determinat es feia mitjançant un senatconsult, per tant (segons Titus Livi), el recompte dels períodes de qualsevol dels càrrecs s'intercalava amb l'altre. El nombre de tribuns consulars va variar de 2 a 6, i perquè es consideraven col·legues dels dos censors; de vegades hi ha menció dels «vuit tribuns».
Els estudiosos moderns creuen ara, però, que la creació dels tribuns consulars es va deure a les noves necessitats militars i administratives de l'Estat romà en expansió. Al principi durant la dècada del 440, els tribuns consulars, elegits a partir de les tres antigues tribus dels Ramnes, Tities i Luceres, formaven part d'una reconversió total de l'estructura militar de l'estat romà per maximitzar l'eficiència militar, que va incloure la creació de la Censura (responsable de realitzar el cens per identificar el nombre d'homes capaços per a les obligacions militars) i el qüestor (responsable del proveïment de diners i béns per als exèrcits). Al principi eren els patricis els que exercien els càrrecs. Eren coneguts com a «tribuns militars», i van ser els responsables de dirigir els exèrcits en la batalla. No va ser fins molt després que se'ls va donar l'addició anacrònica «amb poder consular», en un intent per distingir-los dels tribuns militars que eren els oficials legionaris de la República mitjana i tardana.
Els tribuns, igual que els seus predecessors consulars, exercien l'imperium consular, el que indica que devien haver estat elegits pels comicis centuriats, i que les necessitats actuals de l'Estat no podien ser atesos per l'anterior sistema consular. Des del seu nombre inicial de tres, els tribuns consulars van ser augmentats a quatre per primera vegada l'any 426 aC, en resposta a la situació militar que va considerar la captura de l'Estat romà i l'annexió de Fidenes.
Més tard, a l'any 405 aC, el nombre de tribuns consulars es va augmentar a sis, per primera vegada, i després d'això, de manera molt ocasional, trobem registrats algun any entre vuit o deu tribuns consulars. L'Estat romà va estar encapçalat per sis tribuns consulars gairebé cada any fins a la dissolució del càrrec i la reintroducció del consolat l'any 366 aC. L'augment es va deure a la necessitat que els tribuns consulars, no només s'ocupessin dels assumptes militars de Roma, sinó també de les necessitats administratives de la ciutat.
Segons Titus Livi, la pràctica de triar tribuns consulars va arribar a un final definitiu l'any 366 aC, quan va entra en vigor la Lex Licinia de magistratibus, el que permetia als plebeus l'accés al càrrec de cònsol. La comprensió moderna d'aquest procés interpreta el canvi en el sentit que la posició de Roma al Latium s'havia convertit en prou segura per permetre que les funcions urbanes dels tribuns consulars fossin assignades a altres càrrecs amb diferents nivells d'imperium. Així, la reorganització de l'Estat romà l'any 367/6 aC. va incloure la substitució dels sis tribuns consulars amb cinc funcionaris amb funcions diferents: el govern de l'Estat va passar als dos cònsols, que lliurarien les guerres de Roma i dirigirien les deliberacions del Senat. A més hi havia un pretor que supervisaria demandes de la ciutat, mentre que dos edils curuls durien a terme totes les altres tasques administratives dins de la ciutat, com ara l'organització i celebració dels Ludi Romani i la supervisió i el control dels mercats de Roma.

## Tribuns consulars per any
Presentats segons la cronologia varroniana i les aportacions de Titus Livi i de Diodor de Sicília. Hi ha una recopilació gairebé exhaustiva dels noms dels tribuns a l'obra de T. Robert S. Broughton amb la col·laboració de Marcia L. Patterson. Per a més informació sobre com desxifrar els primers noms romans, vegeu Nom romà.
444 aC
- Lucius Atilius Longus (per un defecte en els auspicis, va haver de renunciar al càrrec)
- Aulus Sempronius Atratinus
- Titus Cloelius Siculus

438 aC
- Mamercus Aemilius Mamercinus
- Lucius Quinctius Cincinnatus
- Lucius Iulius Iullus

434 aC
- Servius Cornelius Cossus
- Marcus Manlius Capitolinus
- Quintus Sulpicius Camerinus Praetextatus

433 aC
- Marcus Fabius Vibulanus
- Marcus Foslius Flaccinator
- Lucius Sergius Fidenas

432 aC
- Lucius Pinarius Mamercinus Rufus
- L. Furius Medullinus
- Spurius Postumius Albus Regillensis

426 aC
- Titus Quinctius Pennus Cincinnatus
- Caius Furius Pacilus Fusus
- Marcus Postumius Albinus Regillensis
- Aulus Cornelius Cossus

425 aC
- A. Sempronius Atratinus
- L. Quinctius Cincinnatus
- L. Furius Medullinus
- L. Horatius Barbatus

424 aC
- Appius Claudius Crassus
- Spurius Nautius Rutilus
- Lucius Sergius Fidenas
- Sextus Iulius Iullus

422 aC
- Lucius Manlius Capitolinus
- Quintus Antonius Merenda
- Lucius Papirius Mugillanus

420 aC
- Lucius Quinctius Cincinnatus
- Lucius Furius Medullinus
- M. Manlius Vulso
- Aulus Sempronius Atratinus

419 aC
- Agrippa Menenius Lanatus
- Publius Lucretius Tricipitinus
- Spurius Nautius Rutilus
- Caius Servilius Ahala

418 aC
- Lucius Sergius Fidenas
- Marcus Papirius Mugillanus
- Caius Servilius Ahala

417 aC
- Publius Lucretius Tricipitinus
- Agrippa Menenius Lanatus
- Caius Servilius Structus Ahala
- Spurius Veturius Crassus Cicurinus

416 aC
- Aulus Sempronius Atratinus
- Marcus Papirius Mugillanus
- Quintus Fabius Vibulanus
- Spurius Nautius Rutilus

415 aC
- Publius Cornelius Cossus
- Caius Valerius Potitus Volusus
- Numerius Fabius Vibulanus
- Qquintus Quinctius Cincinnatus

414 aC
- Cneus Cornelius Cossus
- Lucius Valerius Potitus
- Quintus Fabius Vibulanus
- Publi Postumius Albinus Regillensis

408 aC
- Caius Iulius Iullus
- Publius Cornelius Cossus
- Caius Servilius Ahala

407 aC
- Lucius Furius Medullinus
- Caius Valerius Potitus Volusus
- Numerius Fabius Vibulanus
- Caius Servilius Ahala

406 aC
- Publius Cornelius Rutilus Cossus
- Cnaeus Cornelius Cossus
- Numerius Fabius Ambustus
- Lucius Valerius Potitus

405 aC
- Titus Quinctius Capitolinus Barbatus
- Quintus Quinctius Cincinnatus
- Caius Iulius Iullus
- Aulus Manlius Vulso Capitolinus
- Lucius Furius Medullinus
- Mamercus Aemilius Mamercinus

404 aC
- Caius Valerius Potitus Volusus
- Manius Sergius Fidenas
- Publius Cornelius Maluginensis
- Cnaeus Cornelius Cossus
- Kaeso Fabius Ambustus
- Spurius Nautius Rutilus

403 aC
- Mamercus Aemilius Mamercinus
- Lucius Valerius Potitus
- Appius Claudius Crassus Inregillensis
- Marcus Quinctilius Varus
- Lucius Iulius Iullus
- Marcus Furius Fusus

402 aC
- Caius Servilius Ahala
- QUintus Servilius Fidenas
- Lucius Verginius Tricostus Esquilinus
- Quintus Sulpicius Camerinus Cornutus
- A. Manlius Vulso Capitolinus
- Quintus Servilius Fidenas

401 aC
- Lucius Valerius Potitus
- Marcus Furius Camillus
- Mamercus Aemilius Mamercinus
- Cnaeus Cornelius Cossus
- Kaeso Fabius Ambustus
- Lucius Iulius Iullus

400 aC
- Publius Licinius Calvus Esquilinus
- Publius Manlius Vulso
- Lucius Titinius Pansa Saccus
- Publius Maelius Capitolinus
- Spurius Furius Medullinus
- Lucius Publilius Philo Volscus

399 aC
- Cnaeus Genucius Augurinus
- Lucius Atilius Priscus
- Marcus Pomponius Rufus
- Caius Duillius Longus
- Marcus Veturius Crassus Cicurinus
- Volero Publilius Philo

398 aC
- Lucius Valerius Potitus
- Marcus Valerius Lactucinus Maximus
- Marcus Furius Camillus
- Lucius Furius Medullinus
- Quintus Servilius Fidenas
- Quintus Sulpicius Camerinus Cornutus

397 aC
- Lucius Iulius Iullus
- Lucius Furius Medullinus
- Lucius Sergius Fidenas
- Aulus Postumius Albinus Regillensis
- Publius Cornelius Maluginensis
- Aulus Manlius Vulso Capitolinus

396 aC
- Lucius Titinius Pansa Saccus
- Publius Licinius Calvus Esquilinus
- Publius Maelius Capitolinus
- Quintus Manlius Vulso Capitolinus
- Cnaeus Genucius Augurinus
- Lucius Atilius Priscus

395 aC
- Publius Cornelius Cossus
- Publius Cornelius Scipio
- Kaeso Fabius Ambustus
- Lucius Furius Medullinus
- Quintus Servilius Fidenas
- Marcus Valerius Lactucinus Maximus

394 aC
- Marcus Furius Camillus
- Lucius Furius Medullinus
- Caius Aemilius Mamercinus
- Lucius Valerius Publicola
- Spurius Postumius Albinus Regillensis
- Publius Cornelius Scipio

391 aC
- Lucius Lucretius Flavus Triciptinus
- Servius Sulpicius Camerinus
- Lucius Aemilius Mamercinus
- Lucius Furius Medullinus
- Agrippa Furius Fusus
- Caius Aemilius Mamercinus

390 aC
- Quintus Fabius Ambustus
- Kaeso Fabius Ambustus
- Numerius Fabius Ambustus
- Quintus Sulpicius Longus
- Quintus Servilius Fidenas
- Publius Cornelius Maluginensis

389 aC
- Lucius Valerius Publicola
- Lucius Verginius Tricostus
- Publius Cornelius
- Aulus Manlius Capitolinus
- Lucius Aemilius Mamercinus
- Lucius Postumius Albinus Regillensis

388 aC
- Titus Quinctius Cincinnatus Capitolinus
- Quintus Servilius Fidenas
- Lucius Iulius Iullus
- Lucius Aquilius Corvus
- Lucius Lucretius Flavus Triciptinus
- Servius Sulpicius Rufus

387 aC
- Lucius Papirius Cursor
- Caius Sergius Fidenas Coxo
- Lucius Aemilius Mamercinus
- Lucius Menenius Lanatus
- Lucius Valerius Publicola

386 aC
- Marcus Furius Camillus
- Servius Cornelius Maluginensis
- Quintus Servilius Fidenas
- Lucius Quinctius Cincinnatus
- Lucius Horatius Pulvillus
- Publius Valerius Potitus Publicola

385 aC
- Aulus Manlius Capitolinus
- Publius Cornelius
- Titus Quinctius Cincinnatus Capitolinus
- Lucius Quinctius Cincinnatus Capitolinus
- Lucius Papirius Cursor
- Caius Sergius Fidenas Coxo

384 aC
- Servius Cornelius Maluginensis
- Publius Valerius Potitus Publicola
- Marcus Furius Camillus
- Servius Sulpicius Rufus
- Caius Papirius Crassus
- Titus Quinctius Cincinnatus Capitolinus

383 aC
- Lucius Valerius Publicola
- Aulus Manlius Capitolinus
- Servius Sulpicius Rufus
- Lucius Lucretius Flavus Triciptinus
- Lucius Aemilius Mamercinus
- Marcus Trebonius

382 aC
- Spurius Papirius Crassus
- Lucius Papirius Crassus
- Servius Cornelius Maluginensis
- Quintus Servilius Fidenas
- Caius Sulpicius Camerinus
- Lucius Aemilius Mamercinus

381 aC
- Marcus Furius Camillus
- Aulus Postumius Albinus Regillensis
- L. Postumius Albinus Regillensis
- Lucius Furius Medullinus
- Lucius Lucretius Flavus Triciptinus
- Marcus Fabius Ambustus

380 aC
- Lucius Valerius Publicola
- Publius Valerius Potitus Publicola
- Servius Cornelius Maluginensis
- Lucius Menenius Lanatus
- Caius Sulpicius Peticus
- Lucius Aemilius Mamercinus
- Caius Sergius Fidenas Coxo
- Lucius Papirius Mugillanus

379 aC
- Publius Manlius Capitolinus
- Caius Erenucius
- Lucius Iulius Iullus
- Caius Sextilius
- Marcus Albinius
- Lucius Antistius

378 aC
- Spurius Furius Medullinus
- Quintus Servilius Fidenas
- Lucius Menenius Lanatus
- Publius Cloelius Siculus
- Marcus Horatius Pulvilus
- Lucius Geganius Macerinus

377 aC
- Lucius Aemilius Mamercinus
- Publius Valerius Potitus Publicola
- Caius Veturius Crassus Cicurinus
- Servius Sulpicius Praetextatus
- Lucius Quinctius Cincinnatus
- Caius Quinctius Cincinnatus

376 aC
- Lucius Papirius Crassus
- Lucius Menenius Lanatus
- Servius Cornelius Maluginensis
- Servius Sulpicius Praetextatus

370 aC
- Lucius Furius Medullinus
- Aulus Manlius Capitolinus
- Servius Sulpicius Praetextatus
- Servius Cornelius Maluginensis
- Publius Valerius Potitus Publicola
- Caius Valerius Potitus

369 aC
- Quintus Servilius Fidenas
- Caius Veturius Crassus Cicurinus
- Aulus Cornelius Cossus
- Marcus Cornelius Maluginensis
- Quintus Quinctius Cincinnatus
- Marcus Fabius Ambustus

368 aC
- Titus Quinctius Cincinnatus Capitolinus
- Servius Cornelius Maluginensis
- Servius Sulpicius Praetextatus
- Spurius Servilius Structus
- Lucius Papirius Crassus
- Lucius Veturius Crassus Cicurinus

367 aC
- Aulus Cornelius Cossus
- Marcus Cornelius Maluginensis
- Marcus Geganius Macerinus
- Publius Manlius Capitolinus
- Lucius Veturius Crassus Cicurinus
- Publius Valerius Potitus Publicola